# Eugenio Asensio
Pour les articles homonymes, voir Asensio.
Eugenio Asensio Barbarin, né à Murieta (Espagne) le 2 juin 1902 et mort en septembre 1996, est un philosophe, humaniste et critique littéraire, spécialiste des littératures portugaise et espagnole, et plus particulièrement de Cervantes.

## Biographie
Asensio s'est formé à l'Université Complutense de Madrid, où il a soutenu sa thèse de doctorat sur la pensée de Quevedo. Il poursuit ses études en grec et en lettres classiques à Berlin, où il sera l'élève d'Ulrich von Wilamowitz-Moellendorff, James George Frazer, Paul Maas et Werner Jaeger. Assistant à la chaire de lettres classiques et modernes, il parlait couramment les différentes langues romanes, en plus de l'anglais, l'allemand, le russe et le grec moderne. Malgré son érudition, il a à peine exercé son magistère à l'Université; son exigence extrême le poussa à ne pas publier que peu et tard, mais chacun de ses travaux a fait avancer les études dans les matières qu'il touchait, en devenant un classique. Il a ainsi publié des comptes-rendus, des éditions de textes inconnus et rares, et quelques éditions classiques, notamment celle des Entremeses de Cervantes. Il a été particulièrement intéressé par la spiritualité du Siècle d'Or espagnol, l'Humanisme, la rhétorique, la théorie littéraire et la critique textuelle, et est l'auteur de travaux essentiels sur Francisco de Quevedo, fray Luis de León et le genre théâtral de l'"entremes".
Ami de Damaso Alonso et de Marcel Bataillon, il s'est retiré au Portugal, pays qu'il affectionnait particulièrement et auquel il avait dédié une partie non négligeable de ses dernières études.

## Publications
- « El erasmismo y las corrientes espirituales afines (conversos, franciscanos, italianizantes », Revista de Filología Española, XXXVI, 1952, p. 31-99.
- Poética y realidad en el cancionero peninsular de la Edad Media, Madrid, Gredos, 1970.
- Itinerario del entremés desde Lope de Rueda a Quiñones de Benavente : con cinco entremeses inéditos de D. Francisco de Quevedo, Madrid, Gredos, 1971.
- La España imaginada de Américo Castro, Barcelona, El Albir, 1976.
- Avec Juan Alcina Rovira, Paraenesis ad litteras : Juan Maldonado y el humanismo español en tiempos de Carlos V, Madrid, Fundación Universitaria Española, 1980.
- Cancionero musical luso-español del siglo XVI antiguo e inédito, Salamanca, Departamento de Literatura Española, Universidad de Salamanca, 1989.
- De Fray Luis de León a Quevedo y otros estudios sobre retórica, poética y humanismo, Salamanca, Universidad de Salamanca, 2005.
- « Breve réplica a don Américo de Castro », Ínsula : Revista de letras y ciencias humanas  (ISSN 0020-4536), nº 499-500, 1988, p. 10.
- « Reloj de arena y amor en la poesía de Quevedo (fuentes italianas y derivaciones españolas) », Dicenda : Cuadernos de filología hispánica  (ISSN 0212-2952), nº 7, 1988, p. 17-32.
- « Fray Luis de León y la Biblia », Edad de oro  (ISSN 0212-0429), vol. 4, 1985, p. 5-32.
- « Un Quevedo incógnito : Las Silvas », Edad de oro  (ISSN 0212-0429), vol. 2, 1983, p. 13-48.
- « Notas sobre la historiografía de Américo Castro (Con motivo de un artículo de A. A. Sicroff) », Anuario de estudios medievales  (ISSN 0066-5061), nº 8, 1972‑1973, p. 349-394.
- « La peculiaridad literaria de los conversos», Anuario de estudios medievales  (ISSN 0066-5061), nº 4, 1967, p. 327-354.
- El Eramismo y la crítica textual en el círculo de Luis de León : carteo del Brocense y Juan de Grial, in Id. et al., Fray Luis de León, actas de la I Academia Literaria Renacentista, Salamanca, 10-12 de diciembre de 1979, coord. par Víctor García de la Concha, 1991  (ISBN 84-7481-139-2), p. 47-76.
- Tendencias y momentos en el humanismo español, in Id. et al., Historia y crítica de la literatura española, coord. par Francisco Rico Manrique, vol. 2, tome 2, 1991 (Siglos de Oro, Renacimiento : primer suplemento coord. par Francisco López Estrada)  (ISBN 84-7423-488-3), p. 26-35.
- Tramoya contra poesía : Lope atacado y triunfante (1617-1622), in Id. et al., Lope de Vega : el teatro, coord. par Antonio Sánchez Romeralo, vol. 1, 1989  (ISBN 84-306-2192-X), p. 229-248.
- El Inca Garcilaso : dos tipos coetáneos de historia, in Id. et al., Historia y crítica de la literatura hispanoamericana, coord. par Cedomil Goic, vol. 1, 1988 (Epoca colonial)  (ISBN 84-7423-350-X), p. 177-181.
- Censura inquisitorial de libros en los siglos XVI y XVII : Fluctuaciones. Decadencia, in Id. et al., El libro antiguo español, actas del Primer Coloquio Internacional, (Madrid, 18 al 20 de Diciembre de 1986), coord. par Pedro Manuel Cátedra García, María Luisa López-Vidriero Abello, 1988  (ISBN 84-7481-503-7), p. 21-36.
- Cipriano de la Huerga, maestro de Fray Luis de León, in Id. et al., Homenaje a Pedro Sáinz Rodríguez, vol. 3, 1986 (Estudios históricos)  (ISBN 84-6392-262-7), p. 57-72.
- Un poeta en la cárcel : Pedro de Orellana en la Inquisición de Cuenca, in Id. et al., Homenaje a José Manuel Blecua : ofrecido por sus discípulos, colegas y amigos, 1983  (ISBN 84-249-0872-4), p. 87-98.
- Avec M. J. Woods, Formas y contenidos : la silva y la poesía descriptiva, in Id. et al., Historia y crítica de la literatura española coord. par Francisco Rico Manrique, vol. 3, tome 1, 1983 (Siglos de Oro, Barroco coord. par Aurora Egido)  (ISBN 84-7423-193-0), p. 676-684.
- Los entremeses, in Id. et al., Historia y crítica de la literatura española coord. par Francisco Rico Manrique, vol. 2, tome 1, 1980 (Siglos de Oro, Renacimiento coord. par Francisco López Estrada)  (ISBN 84-7423-139-6), p. 647-650.
- En torno a Erasmo y España, in Id. et al., Historia y crítica de la literatura española, coord. por Francisco Rico Manrique, vol. 2, tome 1, 1980 (Siglos de Oro, Renacimiento, coord. par Francisco López Estrada)  (ISBN 84-7423-139-6), p. 71-84.
- Lope de Rueda y la creación del entremés, in Id. et al., Historia y crítica de la literatura española, coord. par Francisco Rico Manrique, vol. 2, tome 1, 1980 (Siglos de Oro, Renacimiento coord. par Francisco López Estrada)  (ISBN 84-7423-139-6), p. 569-572.
- Folklore y paralelismo en la cántiga de amigo, in Id. et al., Historia y crítica de la literatura española, coord. par Francisco Rico Manrique, vol. 1, tome 1, 1979 (Edad Media coord. par Alan Deyermond)  (ISBN 84-7423-114-0), p. 76-77.
- El diseño de Fonte frida, in Id. et al., Historia y crítica de la literatura española, coord. par Francisco Rico Manrique, vol. 1, tome 1, 1979 (Edad Media, coord. par Alan Deyermond)  (ISBN 84-7423-114-0), p. 285-288.
- Textos nuevos de Lope en la parte XXV "extravagante" (Zaragoza 1631) : la historia de mazagatos, in Id. et al., Homenaje a la memoria de Don Antonio Rodríguez-Moñino : 1910-1970, 1975  (ISBN 84-7039-175-5), p. 59-80.
- (es) Juan Bautista Avalle-Arce et E C Riley, Suma Cervantina, Londres, Tamesis, 1973, 452 p. (ISBN 978-0-900411-66-3, OCLC 818970), « Entremeses », p. 171-197.